# 吉川達哉
吉川達哉，卡普空公司出身，現在是ORIFLAMME （页面存档备份，存于）所屬的日本男性插畫家、人物設計師、遊戲開發者。出身於奈良縣。

## 人物簡介
- 1992年進入鄰近的大阪遊戲公司卡普空就職。由於主要擔任『龍息之焰』系列的人物設定。因此在遊戲業界內外有眾多玩家粉絲矚目。
- 尊敬的畫師有安田朗、士郎正宗。
- 在《龍息之焰3（日语：ブレス オブ ファイアIII）》公式設定資料集的記載內容中，在『龍息之焰』是負責人物插畫的清稿（由『洛克人』的稻船敬二負責設計）、『龍息之焰2』中擔任部分的人物設定和插畫的清稿。

## 作風
- 經常以油畫的上色方式加少年漫畫的畫風創作是吉川個人的特色。從『龍息之焰3（日语：ブレス オブ ファイアIII）』時期開始即使脫離紙上繪製但仍還是以純手繪的方式進行電腦上色。他的畫風和充滿皮肉質感的上色方式則是受到漫畫家士郎正宗的影響最深，因此吸引了玩家的矚目。並在『龍息之焰』系列的設定資料集有記載他負責的工作和收錄他所繪的插圖。他的畫風後來在『龍息之焰5（日语：ブレス オブ ファイアV ドラゴンクォーター）』時期，從新鮮而且強而有力的畫風轉換成靈巧時尚的畫風。
- 繪製主視覺插圖時主張「匯集眾多故事在單張插圖裡」。

## 經歷
1992年
- 4月進入卡普空。被分配到遊戲開發部門。
- 參加『龍息之焰』負責圖畫的清稿工作。

1994年
- 參加『龍息之焰2』同樣負責圖畫的清稿工作。

1997年
- 參加『龍息之焰3（日语：ブレス オブ ファイアIII）』首次擔任人物設定。

2000年
- 參加『龍息之焰4（日语：ブレス オブ ファイアIV うつろわざるもの）』繼續擔任人物設定。後來在經由雜誌出版社enterbrain發行的《龍息之焰IV 公式設定資料集》中，因名字被刊登在書中而廣為人知。

2002年
- 參加『龍息之焰5（日语：ブレス オブ ファイアV ドラゴンクォーター）』又擔任人物設定。後來再度經由enterbrain發行《龍息之焰V 公式設定資料集》。

2005年
- 擔任『洛克人X8』的人物設定。後來在同樣由enterbrain發行的畫冊資料集《龍息之焰 Offical Complete Works》中收錄公開他從《龍息之焰》到《龍息之焰V》的相關資料。

2008年
- 擔任『惡魔獵人4』的人物設定。

2010年
- 擔任『第一戰士』的人物設定。

2011年
- 離開卡普空。成為自由身。

2012年
- 參加DeNA的遊戲『夕暮』擔任人物設定。

2013年
- 參加DeNA的遊戲擔任人物設定。

2014年
- 進入新設立的遊戲公司ORIFLAMME （页面存档备份，存于）。

2016年
- 參加電視動畫『舞武器·舞亂伎』擔任機械／舞亂伎部分的設定。

## 作品列表
1993年
- 龍息之焰（圖畫清稿）
- 洛克人X（圖畫清稿）

1994年
- 龍息之焰II2（圖畫清稿）

1995年
- 洛克人7 宿命的對決！（物件設定）

1997年
- 龍息之焰3（日语：ブレス オブ ファイアIII）（人物設定、促銷用海報插圖、圖畫清稿）

2000年
- 龍息之焰4（日语：ブレス オブ ファイアIV うつろわざるもの）（人物設定、促銷用海報插圖、圖畫清稿）

2002年
- 米老鼠的神奇魔鏡2（日语：ミッキーマウスの不思議な鏡）（人物設定）
- 龍息之焰5（日语：ブレス オブ ファイアV ドラゴンクォーター）（人物設定、促銷用海報插圖）
- 時鐘塔3（日语：クロックタワー3）（動態設計）

2003年
- 洛克人X7（物件設定）

2005年
- 洛克人X8（視覺設計、人物設定、促銷用海報插圖）
- 狂氣古城（藝術工作）
- 反亂獵人X（統括設計）

2006年
- 洛克人洛克人（統括設計）

2007年
- 寶島Z：紅鬍子的秘寶（日语：宝島Z バルバロスの秘宝）（人物設定）

2008年
- 惡魔獵人4（人物設定）

2010年
- 第一戰士（人物設定）

2016年
- 舞武器·舞亂伎（機械設定／舞亂伎部分）

2019年
- 惡魔獵人5（人物設定）

## 相關項目
- 卡普空
- 龍息之焰系列
- 安田朗

## 外部連結
- 龍息之焰3 （日語）
- 龍息之焰4 （日語）
- 龍息之焰5 （日語）
- 龍息之焰 龍之戰士（GBA版） （日語）
- 龍息之焰2 使命戰子（GBA版） （日語）
- 惡魔獵人4（页面存档备份，存于） （日語）